# フィギュアスケート競技会
フィギュアスケート競技会（フィギュアスケートきょうぎかい）とは、スケート競技のひとつであるフィギュアスケートの競技会を指す。

## 概要
フィギュアスケートは競技会は複数の国の選手が参加する国際大会と、その国の選手のみが参加する国内大会とに大別される。国際大会は、国際スケート連盟が承認する大会(カレンダーコンペティション)としない大会。カレンダーコンペティションでも世界ランキングやパーソナルベストスコアに反映される、されない大会に分けられる。またエキシビションマッチ、プロの大会もある。
| 分類        | 分類                        | 分類              | 分類           | 大会種                           | 世界ランキング | パーソナルベストスコア |
| ----------- | --------------------------- | ----------------- | -------------- | -------------------------------- | -------------- | ---------------------- |
| 国 際 大 会 | カレンダー コンペティション | I S U 認 定 大 会 | 主要 国際 大会 | オリンピック（個人戦）           | 〇             | 〇                     |
| 国 際 大 会 | カレンダー コンペティション | I S U 認 定 大 会 | 主要 国際 大会 | ISUチャンピオンシップ            | 〇             | 〇                     |
| 国 際 大 会 | カレンダー コンペティション | I S U 認 定 大 会 | 主要 国際 大会 | ISUグランプリファイナル          | 〇             | 〇                     |
| 国 際 大 会 | カレンダー コンペティション | I S U 認 定 大 会 | 主要 国際 大会 | ISUジュニアグランプリファイナル  | 〇             | 〇                     |
| 国 際 大 会 | カレンダー コンペティション | I S U 認 定 大 会 | そ の 他       | ISUグランプリシリーズ            | 〇             | 〇                     |
| 国 際 大 会 | カレンダー コンペティション | I S U 認 定 大 会 | そ の 他       | ISUジュニアグランプリシリーズ    | 〇             | 〇                     |
| 国 際 大 会 | カレンダー コンペティション | I S U 認 定 大 会 | そ の 他       | ISUチャレンジャーシリーズ        | 〇             | 〇                     |
| 国 際 大 会 | カレンダー コンペティション | I S U 認 定 大 会 | そ の 他       | オリンピック（団体戦)            | ×              | 〇                     |
| 国 際 大 会 | カレンダー コンペティション | I S U 認 定 大 会 | そ の 他       | 世界国別対抗戦                   | ×              | 〇                     |
| 国 際 大 会 | カレンダー コンペティション | I S U 認 定 大 会 | そ の 他       | ユースオリンピック（個人･団体戦) | ×              | 〇                     |
| 国 際 大 会 | カレンダー コンペティション | I S U 認 定 大 会 | そ の 他       | 条件を満たした大会               | 〇             | ×                      |
| 国 際 大 会 | カレンダー コンペティション | その他            | その他         | その他                           | ×              | ×                      |
| 国 際 大 会 | その他                      | その他            | その他         | その他                           | ×              | ×                      |
| 国内大会    | 国内大会                    | 国内大会          | 国内大会       | 国内大会                         | ×              | ×                      |

## カレンダーコンペティション
国際スケート連盟 (ISU)イベントカレンダーに掲載されている競技会の総称。ISUが承認する国際大会であり、後述する変則的な大会を除きISUの規定に基づいて競技や採点が行われる。

### 国際スケート連盟認定大会
これらの競技会におけるシングル・ペア・アイスダンス競技の成績はISUフィギュアスケート世界ランキングに反映され、獲得スコアはISUパーソナルベストスコアに反映される。

#### 国際オリンピック委員会主催大会
国際オリンピック委員会(IOC)の統括のもとで国際スケート連盟が管理進行する大会。
- オリンピックフィギュアスケート競技個人戦

成績はISUフィギュアスケート世界ランキングに反映され、獲得スコアはISUパーソナルベストスコアに反映される。
- オリンピックフィギュアスケート競技団体戦、オリンピック最終予選、ユースオリンピックのフィギュアスケート競技

成績はISUフィギュアスケート世界ランキングに反映されないが、獲得スコアはISUパーソナルベストスコアに反映される。

#### 国際スケート連盟主催大会
ISUが主催し、開催国のフィギュアスケート統括団体が運営にあたる。ISUにより出場枠が加盟各国(地域)に割り与えられるか、または出場選手が選考決定される。ジャッジは、ISU会長が任命する。

##### ISUチャンピオンシップ
国際スケート連盟選手権である、世界フィギュアスケート選手権、ヨーロッパフィギュアスケート選手権、四大陸フィギュアスケート選手権、世界シンクロナイズドスケーティング選手権、世界ジュニアフィギュアスケート選手権のことである。
成績はISUフィギュアスケート世界ランキングに反映され、獲得スコアはISUパーソナルベストスコアに反映される。

##### ISUグランプリ
ISUグランプリシリーズ及びISUグランプリファイナルのことである。
成績はISUフィギュアスケート世界ランキングに反映され、獲得スコアはISUパーソナルベストスコアに反映される。

##### ISUジュニアグランプリ
ISUジュニアグランプリシリーズ及びISUジュニアグランプリファイナルのことである。
成績はISUフィギュアスケート世界ランキングに反映され、獲得スコアはISUパーソナルベストスコアに反映される。

##### ISUチャレンジャーシリーズ
成績はISUフィギュアスケート世界ランキングに反映され、獲得スコアはISUパーソナルベストスコアに反映される。

##### 世界フィギュアスケート国別対抗戦
成績はISUフィギュアスケート世界ランキングに反映されないが、獲得スコアはISUパーソナルベストスコアに反映される。

##### 主要国際大会
主要国際大会とは、オリンピックのフィギュアスケート競技、世界フィギュアスケート選手権、四大陸フィギュアスケート選手権or ヨーロッパフィギュアスケート選手権、ISUグランプリファイナル、世界ジュニアフィギュアスケート選手権、ISUジュニアグランプリファイナルのこの6大会の事である。
主要国際大会である世界フィギュアスケート選手権、ヨーロッパフィギュアスケート選手権、四大陸フィギュアスケート選手権、ISUグランプリファイナルの3大会全てで優勝することをグランドスラム、オリンピックのフィギュアスケート競技の4大会全てで優勝することをゴールデンスラム、世界ジュニアフィギュアスケート選手権、ISUジュニアグランプリファイナルの主要国際大会の6大会全てで優勝することをスーパースラムと呼ぶ。

#### 条件を満たしたカレンダーコンペティション
各国や地域のフィギュアスケート統括団体が主催し、各国団体やスケートクラブが運営に当たる。一般的に各国(地域)フィギュアスケート統括団体に対して1ないし3枠の出場選手招待がなされている。ジャッジは公募されることが多くその上で主催者が任命するが、選手を派遣する団体(国・地域)が引率者を兼ねてジャッジを送るケースが多い。
選手招待が地域や特定集団に限定せずなされた場合には、条件を満たせば成績がISU世界ランキングに反映される。獲得スコアはISUパーソナルベストスコアに反映されない。トリグラフトロフィー、NRW杯、パベルロマンメモリアル、チャレンジカップ、トリグラフトロフィー、イスタンブール杯、カールシェーファーメモリアルなどがこれに含まれる。

### リージョナルコンペティション
地域を限定して選手を招待する競技会で、アジア冬季競技大会フィギュアスケート競技、ヨーロッパユースオリンピックフェスティバルフィギュアスケート競技、クリスタルスケート、2009年以前のノルディクスなどがこれにあたる。成績はISU世界ランキングに反映されず、獲得スコアもISUパーソナルベストスコアに反映されない。なおヨーロッパフィギュアスケート選手権、四大陸フィギュアスケート選手権は地域限定の大会であるが、ISUが主催し、リージョナルコンペティションにはみなされない。

### 特定集団のためのコンペティション
ユニバーシアード冬季大会フィギュアスケート競技がこれに含まれる。成績はISU世界ランキングに反映されず、獲得スコアもISUパーソナルベストスコアに反映されない。

### その他のカレンダーコンペティション
前節までに取り上げた競技会の他にも大会が掲載されている。これらには各プログラムを片方のみ行うものや、個人や組の単位ではなく国や地域単位での団体戦として勝敗を決するもの、プロ選手が参加するものなど変則的な競技形態をとるものも含まれている。フィギュアスケートジャパンオープンやコーセー・チームチャレンジカップなどがこれにあたる。成績はISUフィギュアスケート世界ランキングに反映されず、獲得スコアもISUパーソナルベストスコアに反映されない。

## その他の国際大会
他にも多くの国際大会が存在する。国際的に選手招待をしても国内選手しか参加がなかったケースもある。伝統的なスケートクラブ対抗戦もISU規定にある。また近年は同じコーチングチームに集まる多国籍な選手での大会も開催されている。

## 国内大会
ISUに加盟する各国・地域の連盟が主催する。シニアの全国選手権クラスだとISUの規定に基づいて行われることが多いが、旧採点方法や、その他独自の審査システムを用いるところもある。国内大会における成績はISU世界ランキングに反映されず、獲得スコアもISUパーソナルベストスコアに反映されない。各国の国内選手権についてはCategory:フィギュアスケート国内選手権を参照。

## エキシビションマッチ
エキシビションプログラムによりエンターテイメント性を競い合う大会。エキシビションプログラムは本来、採点や規定とは無縁であるため、それぞれの競技会に独自の採点方式を採る。競技会というよりは、主にテレビ向けに行われる「勝敗のあるアイスショー」である。日本国内ではニューイヤーフィギュア ジャパンスーパーチャレンジが行われている。

## プロコンペ
プロ選手のみが出場する競技会。ISUが承認する競技会ではないため、アマチュア選手は出場することができない。大会ごとに独自の規定を設けている。世界プロフィギュア選手権、世界チームフィギュア選手権、アイス・ウォーズなどがある。

## 年齢別クラスと級
競技会において、年齢が高い順にシニア、ジュニア、ノービスという年齢別クラス名が使われているが、主催者により何歳で区分するかは異なっている。一般的にクラスを規定する年齢はシーズン開始直前の6月30日時点のものをいう。
また、各国国内競技会では競技者の年齢のみでなく、保持するテスト級によって出場できるクラスが決められている。テスト級はバッジテストと呼ばれる昇級試験に合格することで得られる。

### 国際競技会でのクラス
国際スケート連盟では、シニア、ジュニア、ノービスの計3クラスが定義されている。

#### シニア
国際スケート連盟主催の選手権(世界ジュニア選手権を除く)とオリンピックフィギュアスケート競技は15歳以上(前年の7月1日時点)、その他のシニアクラスの競技会は15歳以上(大会直前の7月1日時点)
。

#### ジュニア
13歳以上、女子と男子シングルは19歳まで。ペア、アイスダンスの男子は20歳まで(大会直前の7月1日時点)
。

#### ノービス
10歳以上、14歳まで。(大会直前の7月1日時点)。

### 日本
日本では日本スケート連盟が選手のバッジテストを実施し、競技会のクラス分けに利用している。シングル・ペアでは低い順に初級から8級まで区分されている。アイスダンスでは各区分の呼称が異なり、低い順に第一プレリミナリーからゴールドまでの8区分となっている。
日本スケート連盟が主催する競技会には、大きく分けて以下のクラスがある。
- シニア - 17歳以上かつ7級(男女のどちらかがプレゴールド)以上
- ジュニア - 13歳以上18歳以下かつ6級(男女のどちらかがプレシルバー)以上
- ノービス
  - 【ノービスA】 - 11歳以上13歳以下かつ4級以上
  - 【ノービスB】 - 9歳以上11歳以下かつ3級以上

### アメリカ
全米フィギュアスケート選手権など、アメリカ合衆国フィギュアスケート協会が主催する競技会においてもシニア、ジュニア、ノービスのクラス名が使われるが、これらの区分には年齢の制限がなく、日本のバッジテストに相当する能力テストに受かっているかどうかのみである。シニアが最上位でありついでジュニア、ノービスとなる。
なおノービス未満には年齢制限を伴うクラス区分があり、上からインターメディエイト、ジュブナイルとなっている。これらのクラスを対象に全米ジュニアフィギュアスケート選手権が開催されている。

### カナダ
カナダフィギュアスケート選手権など、カナダスケート協会が主催する競技会のクラス区分は上から順に、シニア、ジュニア、ノービス、プレノービス、ジュブナイルとなっている。このうちシニアとジュニアには年齢制限はない。ノービス以下ジュブナイルまでには年齢制限があり、10歳以上17歳以下となっている。
年により異なるが、上から数クラスに対しカナダフィギュアスケート選手権、それ未満に対しカナダジュニアフィギュアスケート選手権が催されている。

### ヨーロッパ
ヨーロッパで開催される国際大会にはノービス未満の年齢別クラスとして、上からデブス、スプリングス、カブス、チクスといた区分がよく見られる。各クラスの区分は競技会ごとに定義されている。

## 競技会のながれ
フィギュアスケートの競技会はおおむね以下のながれにしたがって進行する。
1. 公式練習
各種目の前に、実際の競技で使うリンクを使った公式練習がある。出場者の多い競技会では、選手のグループ分けがなされる。初めにウォームアップの時間をとった後、それぞれの選手が使用する音楽が順番にかけられる。すべての選手がリンク上に残って練習を続けるが、自分の使用する音楽がかかっている選手の練習が優先される。
2. 開会式
3. ショートプログラム（男子・女子・ペア）/ショートダンス（アイスダンスのみ）
4. フリースケーティング（男子・女子・ペア）/フリーダンス（アイスダンスのみ）
最初の種目（ショートプログラムまたはコンパルソリーダンス）の滑走順は、伝統的にくじ引きで決めることになっている。しかし現在では、予選会で下位だった選手から順番に滑ることにしている競技会や、ISU世界ランキングを利用して滑走順を決めている競技会もある。滑走順をもとに、選手たちは数人（組）ごとのウォームアップ・グループに区切られる。
演技直前に用意された数分間のウォームアップを済ませると、それぞれの選手の演技が始まる。演技後ただちにジャッジによる採点が行なわれる。演技を終えた選手はキス・アンド・クライに移り、コーチや関係者とともに得点が発表されるのを待つ。その間に、スウィーパーと呼ばれるボランティア（たいていの場合子どもたち）が、リンクに投げ入れられた花やプレゼントを拾い集める。通常、2つのグループが滑走を終えるごとに、製氷作業のための休憩が挟まれる。
1つの種目を終えると、暫定順位をもとに次の種目のウォームアップ・グループが決められる。その後、グループ内での滑走順がくじ引きで決められる。競技会によっては、暫定順位が低い選手から順番に滑ることに決めている場合もある。
現在、すべての国際大会と多くの国内選手権は、ISUジャッジングシステムに基づいて採点を行っている。ジャッジはリンクサイドの、リンクと同じ高さの席に並んで座る。イベントレフェリーはジャッジ席の並びのほぼ中央に座り、競技会の運営に責任を持ち、場内アナウンスや音楽をかけるブースに指示を出したり、ウォームアップの開始・終了を管理したり、その他の様々な問題に対応する。技術審判員はジャッジ席の右後方、一段高くなった場所に位置することが多い。
5. 表彰式
国際大会などの大きな大会では表彰式が氷上で行なわれることが多い。この場合、1位から3位までの選手が名前を呼ばれ、スケート靴を履いたままリンク内に設置された表彰台に上がる。通常レフェリーがメダルを授与する。国際大会では優勝者の国歌の演奏と1位から3位の選手の国旗の掲揚が行なわれる。
6. エキシビション
競技会で上位の成績をおさめた選手や、主催者の推薦を受けた選手（競技会のホスト国の選手等）は、エキシビションに出演することができる。エキシビションでは採点は行われない。競技時のような要素の制約がないため、椅子や傘などの小道具を用いる、演技中に衣装を着替える、スポットライトや色つきの照明を利用するなど、演出を凝らした演技が見られる。また、競技での点取りにとらわれずに独特のスピンやステップを行う、競技では採点対象要素とみなされない種類のジャンプであるウォーレイやワンフットアクセルなどを織り交ぜる、競技では禁止されていた（2024-2025シーズンから解禁）バックフリップ（縦回転で宙返りのように行うジャンプ）を見せる選手もいる。